# NEOGENE CREATION
《NEOGENE CREATION》是聲優、歌手水樹奈奈第十二張個人專輯，於2016年12月21日由King Records发售。

## 收錄曲
1. めぐり逢うすべてに
作詞：松井五郎　作曲：園田健太郎　編曲：藤間仁 (Elements Garden)
2. STAND UP！
作詞、作曲：ヨシダタクミ（phatmans after school） 　編曲：藤間仁（Elements Garden）
3. Please Download
作詞：森月キャス　作曲、編曲：ats-
  - FM TOKYO「水樹奈奈的M之世界」結尾曲
4. ALONE ARROWS
作詞：藤林聖子　作曲：Yu-pan.　編曲：伊勢佳史
5. TWIST&TIGER
作詞：矢吹俊郎　作曲：園田健太郎　編曲：藤田淳平 (Elements Garden)
6. Rock Ride Riot
作詞、作曲：ヨシダタクミ (phatmans after school) 　 編曲：藤田淳平 (Elements Garden)
7. はつ恋
作詞：岩里祐穂　作曲、編曲：吉木絵里子、華原大輔
8. JEWEL
作詞：水樹奈奈　作曲：角野寿和、青葉紘季　編曲：ECHO（Martin Landstrom&Rasmus Faber）
9. UNLIMITED BEAT
作詞、作曲：上松範康（Elements Garden） 　編曲：藤永龍太郎（Elements Garden）
智能手機遊戲「戰姬絕唱SYMPHOGEAR XD UNLIMITED」遊戲曲
10. WAKE UP THE SOULS
作詞：Shihori　作曲、編曲：山﨑佳祐
11. STARTING NOW！
作詞：水樹奈奈　作曲：藤田卓也　編曲：藤田淳平（Elements Garden）
電視動畫「這個美術社大有問題！」OP曲
12. GLORIA
作詞：平朋崇　作曲：光増ハジメ　編曲：EFFY
13. RODEO COWGIRL
作詞：藤林聖子　作曲、編曲：h-wonder
14. 君よ叫べ
作詞、作曲 : 水樹奈奈　編曲：藤永龍太郎 (Elements Garden)
15. 絶対的幸福論
作詞、作曲：ヨシダタクミ（phatmans after school） 　編曲：藤間仁（Elements Garden）
基於TBS電視「ひるおび！」片尾曲一月

## 外部連結
- 水樹奈奈官方網站NEOGENE CREATION頁面（页面存档备份，存于）
- KING RECORDS
  - 初回限定盤CD+BD（页面存档备份，存于）
  - 初回限定盤CD+DVD（页面存档备份，存于）
  - 通常盤（页面存档备份，存于）